# Le Boulevard (quartier de Vesoul)
Pour les articles homonymes, voir Boulevard (homonymie).
Le Quartier du Boulevard est le quartier sud de Vesoul, préfecture de la Haute-Saône. Il s'agit d'un quartier principalement résidentiel.

## Situation et accès
Le quartier représente la partie sud de Vesoul, il s'étend de la gare jusqu'aux limites communales d'Échenoz-la-Méline et de Navenne.
Au nord du quartier se trouve la gare de Vesoul ainsi que le pôle multimodal avec plusieurs réseaux de transports en commun en bus et car comme le réseau de l'agglomération de Vesoul Vbus ainsi que Mobigo.

## Société

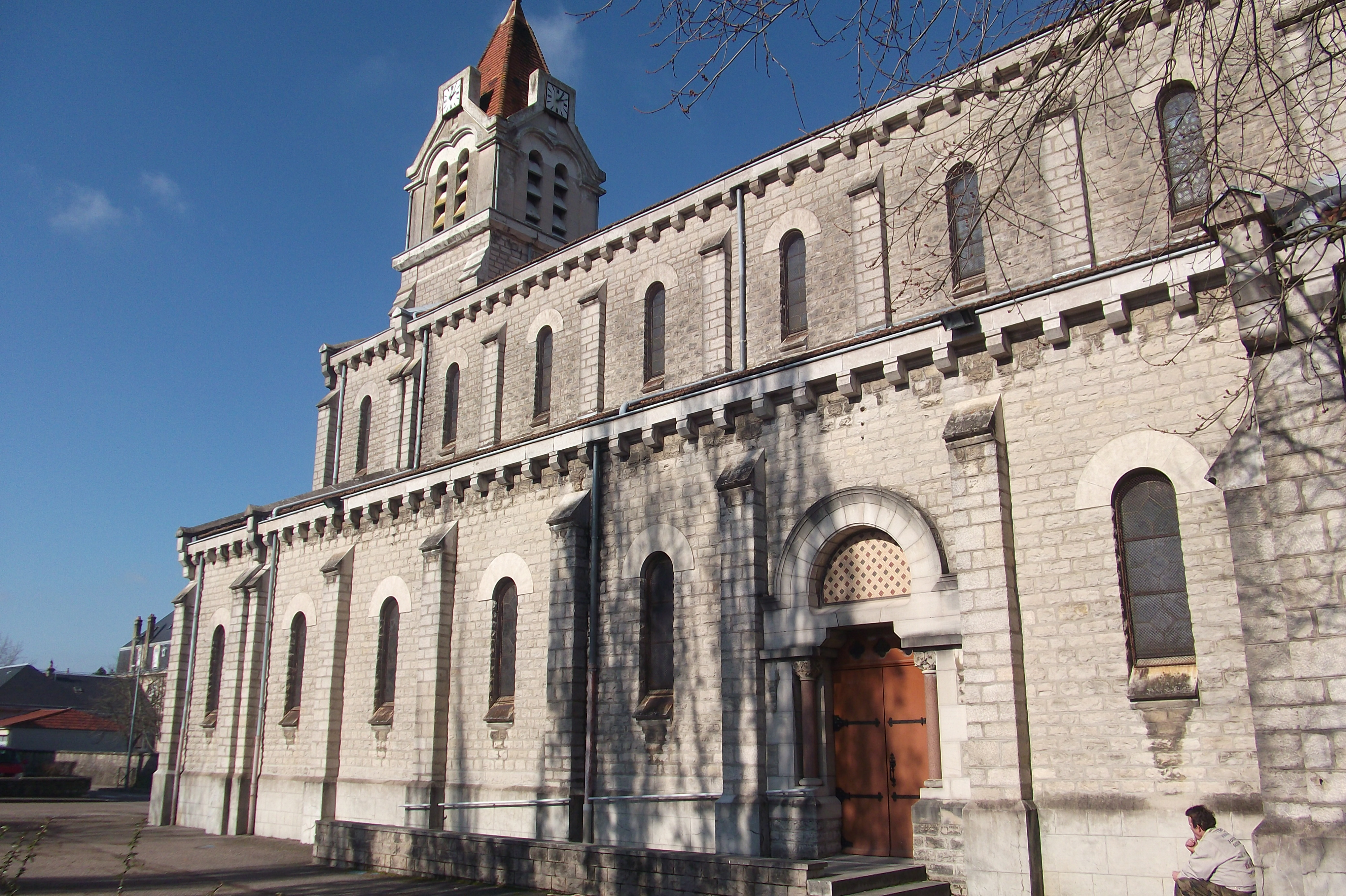
Église du Sacré-Cœur

Le culte catholique dans le quartier est principalement représenté l'église du Sacré-Cœur, église érigée en 1914. Elle est située au centre du quartier et son clocher est facilement visible à différents endroits du quartier.
La maison des associations de Vesoul est localisé dans le quartier. Il s'agit d'un complexe sportif abritant de multiples salles (gymnase, dojo, salle de danse...) et où évoluent de nombreux clubs vésuliens dont le club de handball Cercle sportif Vesoul Haute-Saône et le club omnisports Avant-garde de la Motte de Vesoul. C'est l'un des équipements sportifs les plus importants de la ville.

## Économie
Le quartier compte sur son territoire deux des plus importantes entreprises de Vesoul : l'usine PSA de Vesoul (partiellement) ainsi que la société des matelas Mérinos.

## Personnalités liées au quartier
- Edwige Feuillère, actrice de théâtre et de cinéma, née le 29 octobre 1907 au n°13 boulevard de Besançon (actuel boulevard Charles-de-Gaulle)[1].
- Charles Millot, peintre et illustrateur, né le 21 septembre 1880 au n°12 boulevard de Besançon (actuel boulevard Charles-de-Gaulle)[2].
- Jean Bernard-Derosne, journaliste, écrivain et réalisateur français, né le 8 janvier 1903 au n°15 rue du Tir (actuelle rue Jean-Jaurès)[3]